# John Van Eyssen
John Van Eyssen, né Matthew John Du Toit Van Eyssen le 19 mars 1922 à Fauresmith en Afrique du Sud et mort le 13 novembre 1995 à Fulham au Royaume-Uni, est un acteur et producteur sud-africain.

## Biographie
Après la Seconde Guerre mondiale, il s'installe en Grande-Bretagne et fréquente la Central School of Speech and Drama. En 1951 et en 1954, il joue le rôle de Lucifer dans les Mystères d'York, repris pour la première fois en 1951 dans le cadre du Festival of Britain.
Van Eyssen apparaît au cinéma à partir de 1950 ainsi que sur scène (il joue Cassio dans la pièce Othello ou le Maure de Venise mise en scène par Orson Welles en 1951, par exemple), mais il atteint sa plus grande notoriété en tant qu'acteur lorsqu'il interprète Jonathan Harker dans Le Cauchemar de Dracula de Terence Fisher, produit par Hammer Film en 1958.
Il quitte le métier d'acteur en 1961 pour prendre la tête de l'agence littéraire Grade Organisation et compte parmi ses clients Franco Zeffirelli, Tennessee Williams et Arthur Miller. Il quitte l'entreprise en 1965 pour travailler à la division britannique de Columbia Pictures, dont il devient directeur général en juillet 1969. Parmi les films qu'il supervise, citons Un homme pour l'éternité (1966), Vivre libre (1966), Georgy Girl (1966), Les Anges aux poings serrés (1967), La Mégère apprivoisée (1967), et Oliver ! (1968). Oliver ! et Un homme pour l'éternité ont tous deux remporté l'Oscar du meilleur film. En 1970, il a été promu directeur mondial de la production (ex-USA) et s'est installé à New York.
Après son passage chez Columbia, Van Eyssen devient producteur indépendant et retourne au Royaume-Uni en 1991 pour créer le Festival du film de Chelsea, première vitrine britannique pour les jeunes cinéastes talentueux. Il a été le compagnon de longue date d'Ingrid Bergman dans les années qui ont précédé sa mort en 1982.
Son fils, David Van Eyssen, est un artiste visuel et un producteur-réalisateur connu pour la série de science-fiction RCVR (en).

## Filmographie

### Acteur de cinéma
- 1950 : L'Ange à la trompette (en) (The Angel with the Trumpet) d'Anthony Bushell : Albert Drauffer
- 1952 : Meurtre dans la cathédrale (en) (Murder in the Cathedral) de George Hoellering : le 5e prêtre
- 1953 : Four Sided Triangle de Terence Fisher : Robin
- 1953 : Three Steps in the Dark (en) de Daniel Birt : Henry Burgoyne
- 1954 : La Revanche de Robin des Bois (Men of Sherwood Forest) de Val Guest : Will Scarlet
- 1955 : Commando dans la Gironde (The Cockleshell Heroes) de José Ferrer : Marine Bradley
- 1957 : Ce sacré confrère (Brothers in Law) de Roy Boulting : M. Forbes
- 1957 : The Traitor (en) de Michael McCarthy : Lieutenant Grant
- 1957 : La Marque (Quatermass 2) de Val Guest : Le P.R.O.
- 1957 : Account Rendered (en) de Peter Graham Scott
- 1957 : L'Évadé du camp 1 (The One That Got Away) de Roy Ward Baker : le 5e prisonnier allemand
- 1958 : Le Cauchemar de Dracula (	Dracula) de Terence Fisher : Jonathan Harker
- 1958 : Le crime était signé (en) (The Whole Truth) de John Guillermin : Archer
- 1958 : Moment of Indiscretion (en) de Max Varnel (en) : Corby
- 1959 : Sois toujours diplomate (Carlton-Browne of the F.O.) de Roy Boulting et Jeffrey Dell : Hewitt
- 1959 : Un thermomètre pour le colonel (Carry on Nurse) de Gerald Thomas : le chirurgien Stephens
- 1959 : Après moi le déluge (I’m All Right Jack) de Roy Boulting : le 1er journaliste
- 1959 : L'Enquête de l'inspecteur Morgan (Blind Date) de Joseph Losey : inspecteur Westover
- 1960 : Un vison pour mademoiselle (Make Mine Mink) de Robert Asher : Rowson
- 1960 : Les Criminels (The Criminal) de Joseph Losey : Formby
- 1960 : Exodus d'Otto Preminger : le détective
- 1961 : Une histoire de David (en) (A Story of David) de Bob McNaught : Joab
- 1963 : Comme deux gouttes d'eau (Als twee druppels water) de Fons Rademakers